# Gossypium areysianum
Gossypium areysianum är en malvaväxtart som först beskrevs av Defl., och fick sitt nu gällande namn av J. B. Hutchinson, Silow och S. G. Stephens. Gossypium areysianum ingår i släktet bomull, och familjen malvaväxter. Inga underarter finns listade i Catalogue of Life.